# Giselle González Aranda
Giselle Amelia González Aranda (Santiago de Veraguas, Panamá) es una campeona de un concurso de belleza panameña que ganó el título Señorita Panamá 1992.

## Biografía
González, compitió en el certamen nacional de belleza Señorita Panamá 1992, en septiembre de 1992 y obtuvo el título de Señorita Panamá Universo. Representó la provincia de Veraguas.  representó a Panamá en Miss Universo 1993, el certamen número 42 de Miss Universo se llevó a cabo en el Auditorio Nacional, Ciudad de México, México el 21 de mayo de 1993. También es la tercera veragüense en ganar el título de Señorita Panamá, la primera fue Berta López (1970) y la segunda Gilda García López (1986).